# 山岸忍
山岸 忍（やまぎし しのぶ、1963年1月2日 - ）は、滋賀県出身の実業家。

## 略歴
同志社高等学校を経て、同志社大学卒業。
大学卒業後の1985年に大京観光株式会社に入社。1997年に株式会社日経プレステージ（後のプレサンスコーポレーション）を設立と同時に代表取締役に就任。
現在は、株式会社TUKUYOMI HOLDINGSの代表取締役。

## 逮捕
2019年12月16日、山岸は業務上横領容疑で大阪地方検察庁特別捜査部に逮捕された。同月23日、プレサンスコーポレーションより山岸の社長辞任が発表された。

## 無罪
2021年10月28日、大阪地方裁判所は、山岸の業務上横領罪での共謀の存在を認めず無罪判決を下した。11月11日、大阪地検は控訴を断念し、判決が確定した。
事件全体の流れについては「明浄学院事件」参照。
事件の争点としては、山岸が小林・山下から大橋個人に対する買収資金の貸付だと説明され、山岸がその内容を認識していれば、大橋個人の借金を学校法人から返済するという横領行為について共謀があったとして有罪となるが、山岸の供述するように小林・山下から学校法人に対する貸付だと説明されて、山岸がその内容を認識していれば、学校法人の借金を学校法人が返済することに法律上問題はなく無罪となる、というものであった。
本件においては重要な客観的証拠として、山岸への説明資料として18億円は明浄学院の高校を運営する「学校法人に」貸し付けると記載されている「学校法人明浄学院M＆Aスキーム」が存在しており、山岸の無実は裏付けられていた。そうであるにもかかわらず、大阪地検特捜部は、その資金の流れから、大橋らが山岸の18億円を元手に学校経営権を取得し、その見返りとして山岸被告が経営するプレサンス社が明浄学院高校の土地を取得したことについて、山岸もその計画の全容を小林・山下から説明されて認識していたものと見立て、小林・山下を厳しく取り調べた。大阪地検特捜部は、小林に対して、「確信的な詐欺である、今回の事件で果たした（部下の）役割は、共犯になるのかというようなかわいいものではない、プレサンスの評判を貶めた大罪人である、今回の風評被害を受けて会社が被った損害を賠償できるのか、10億、20億では済まない、それを背負う覚悟で話をしているのか」などと責め立て、山岸も小林から計画を説明されていたという供述を押し付けた。また、大阪地検特捜部は、山下に対して、「（山岸の）関与を隠すとあなたの責任の重さが変わる」などと責め立て、同様の供述を押し付けた。大阪地検特捜部は、これらの脅迫・誘導に基づく自白を元に山岸を逮捕した。
山岸は、公判で「横領に共謀した事実はない」と一貫して無罪を主張したが、大阪地検は懲役3年を求刑した。大阪地裁は、山下の捜査段階の供述について、「自身の刑の重さが変わると言われ、検察官に迎合した可能性が否定できない」として証拠として採用しない決定をした。また、公判廷においては、弁護人が証拠調べ請求をしていた小林の取調べ時の録音録画が再生されたところ、「学校側に貸すと（山岸被告に）説明した」と供述する小林に対し、検事が「それだと山岸（被告）をだましたことになる」などと問い直す場面があった。大阪地裁は上記のような取調べを受けた小林の供述については、「必要以上に強く責任を感じさせるもので、供述を変える強い動機を生じさせかねない」として信用性を否定した。そのうえで、大阪地裁は、「小林らの説明時の認識に基づき，基本的には明浄学院への貸付である，あるいは最終的に明浄学院に債務を負担させる資金であるなどと説明されていたことがうかがわれる」「当時，明浄学院の債務になると認識していても何ら不合理ではなく，逆に，明浄学院の債務にならない可能性があると認識していたというには合理的な疑いが残る。」などと判示して、山岸に対して無罪を宣告した。
判決を受けて、山岸は、「なんでもっと丁寧に捜査してくれなかったんだろうと。証拠に基づいてやってくれなかったんだろう、と」「ドラマとか映画でね、そういうシーン出てきますよね。こうやって無理に捏造していくもんなんや、と」「入れられた時は、感情を持つ以前の問題です。なにが起こっているのかわからない。もう夜でしたので、めちゃくちゃ寒い日だったんですよね」「私は仕事が本当に大好きです。そして、私が作った会社ですから、自分の子供のように会社のことが大好きです。それを一瞬にして取り上げられたのが一番つらかったです」と事件に関する心境を語った。
弁護団の秋田真志弁護士は、「大阪地検特捜部が逮捕・起訴し、厚生労働省の局長だった村木厚子さんが無罪になったえん罪事件の捜査と変わっていないことが明らかになった」「仮説に固執して客観証拠を十分に分析せず、ターゲットを絞って供述を取ろうとする構造が、検察内部で変わっていない」として検察組織を批判したうえ、「関係者の取り調べの録音・録画によって検察官の問題のある取り調べが浮き彫りとなり、無罪判決につながった」と取調べ可視化の重大性を訴えた。また、弁護団の中村和洋弁護士は、「メールの中身なども見ることが出来た。たくさん客観的な証拠は、全て明浄学院が借りる前提で、少なくとも当初の段階は作られている。そういうのを見ていく中で弁護団は、完全に無罪である、えん罪事件であると確信した」「取り調べの録音録画を証拠開示請求して、実際に録画の場面をみたら驚き、あきれたのが正直なところ。取り調べの録音録画で可視化しているのに、こんなに問題のある、ひどい取調べを担当検事がしているなんて」と語った。
他方、ある検察幹部は取材に対し「特捜部という大きい権力で逮捕起訴したわけなので、無罪に対する批判があって当然だし、その批判は受けるしかない。体質が変わっていない、という指摘も仕方がないと思う。ただ組織としての意識改革もやっているし、変えようとしている最中なのは間違いない」「もっと供述の裏付けをできなかったのか。検察官の言動が不適切とされた点など反省すべき所は反省する」「今回の検事だけの問題ではない。『越えてはいけない一線』を守りつつ、国民の負託に応えられるよう、指導を続けていく」と語った。
元刑事裁判官の水野智幸・法政大法科大学院教授は「無理やり供述を取るのではなく、状況証拠を積み重ねる姿勢を貫くべきだった」とコメントした。渡辺修・甲南大学法科大学院教授は「共犯とするものから言葉を引き出すことによって、シロをまったくのクロに塗り替えようとしたというのは証拠の偽造、データの偽造とまったく同じ発想方法だと思う。残念なことに10年前と今回と、2度の無罪判決見る限り、体質は変わっていない。もっと恐ろしいことに、検察の世代が変わっているはずなのに、その文化、マイナスの文化が連綿と受け継がれてしまっている」とコメントした。
大阪地検特捜部は、客観的証拠を無視して見立てに固執し、重要証人を脅迫・誘導して有罪の証人を作り上げ、山岸を冤罪で起訴したこととなり、村木事件以来の重大冤罪事件となった。

## 国家賠償訴訟
2022年3月29日、山岸は、大阪地検特捜部による取調べに関し、検察官2名を最高検察庁に証人威迫の罪で刑事告発したうえ検察官適格審査会に審査を申立て、国に国家賠償請求訴訟を提起した。山岸は「検察の取り調べで部下が自分の関与を認めるような供述をしたことについて「なぜこんな嘘をつくのかと人間不信に陥ったが、取り調べの内容を見て『だからこうなったのか』と理解できて、とても気が楽になった」「間違っていたらいつでも方向転換できる、引き返せるというのは当たり前で、それがなぜできないのか、不思議でならない。社長を辞めることになり大好きな仕事を奪われて一番ショックだが、当事者の私以外にも迷惑を被った取引先はたくさんいた。検察は想像力をもって仕事にあたっているのか疑わしく、大変に残念な方たちだと思っている」と語り、特捜部が組織的にえん罪を作り上げたと批判した。そのうえで、刑事告発等に及んだことに関して、「今回の冤罪事件を通じて、検察は真実を明らかにしたいのではなく、有罪だと思った人物を裁判で有罪にするために手段を選ばない組織であることを身をもって体験することになりました。」「今回の冤罪を生みだした検察官個人の功名心や保身の心、途中で踏みとどまって方針を変更できなかった検察組織体制は正されるべきであり、正されなければまた冤罪が生まれてしまいます。私が国家賠償請求権訴訟や刑事告発に至ったのは、このような思いから、もう二度と冤罪を生まないようにするためです。」とのコメントを公表した。
同年6月21日、大阪地検は山岸に告発された検察官2人を嫌疑不十分で不起訴処分とした。山岸は不起訴は不当だとして大阪第4検察審査会に審査を申し立てたが、審査会は9月30日付で不起訴相当を議決した。
山岸が違法な取り調べをしたとして検察官に対する刑事裁判を開くよう求めた「付審判請求」について、大阪地裁は2023年3月31日付で退ける決定をした。一方で地裁は、検察官が机をたたき、約50分間にわたり一方的に責め続けたなどの取り調べは「精神的苦痛を与える行為で嫌疑が認められる」と指摘した。4月7日、山岸はこの決定を不服として抗告した。2024年6月には、国家賠償請求訴訟において、主任検察官ら4名の証人尋問が行われている。
同年8月8日、大阪高裁は机を叩くなどした検事について、特別公務員暴行陵虐罪で審判に付す決定をした。9月26日、大阪地裁は検察官役の指定弁護士に2人を選任した。
2025年3月21日、大阪地裁は「逮捕・起訴は不合理だったとはいえない」として捜査の違法性を否定し、山岸が国に7億7000万円の賠償を求めた訴えを棄却した。同月31日、山岸側は判決を不服として控訴した。

## 著書
- 負けへんで! 東証一部上場企業社長vs地検特捜部 （2022年4月12日、文藝春秋）ISBN 9784163916866